# Velluto nero
Velluto nero (deutsch: Schwarzer Samt) ist ein italienischer Softcore-Sexploitation-Film von Brunello Rondi aus dem Jahr 1976, in dem die beiden 70er-Jahre-Erotikstars Laura Gemser (die Black Emanuelle) und Annie Belle aufeinandertreffen. Die berühmteste Szene des Films zeigt Laura Gemser, wie sie nur mit einem Slip bekleidet auf allen vieren neben einem halbverwesten Tierkadaver posiert.
Der Film ist unter zahlreichen Alternativtiteln bekannt: Black Emmanuelle, White Emmanuelle (der Film Die Zuchtfarm der Sklaven von Mario Pinzauti trägt ebenfalls diesen Titel), Emanuelle in Egypt, Black Velvet, Smooth Velvet, Raw Silk sowie Naked Paradise und ist bisher nicht auf Deutsch erschienen.

## Handlung
Die aus Europa stammende, reiche und geschiedene Dame Crystal lebt zusammen mit ihrer neunzehnjährigen, despotischen Tochter Magda und vielen Dienern, mit denen sie sich auch gelegentlich vergnügen, in einer palastartigen Villa in Ägypten. Eine Gewohnheit von Crystal ist es, Gäste zu beherbergen, derer sich drei in der Villa aufhalten: Der Wanderprediger Horatio, der ihr Liebhaber ist, das glamouröse, aber passive und schüchterne Model Laura sowie Lauras Freund und Fotograf Carlo, der sie misshandelt, sie wie eine Sklavin behandelt und ständig auf der Suche nach neuen Motiven, wie z. B. toten Tieren und Menschen, ist, mit denen zusammen er Laura fotografieren kann. Als die zweite Tochter von Crystal, die selbstbewusste Pia, aus Italien eintrifft, freundet sich Laura mit dieser an und setzt sich, von Pia ermutigt, gegen ihren Freund zur Wehr. Pia beginnt zudem eine Affäre mit Horatio und treibt ihre Mutter dadurch fast in den Selbstmord. Am Ende verlässt Pia sowohl ihre Mutter als auch Horatio und geht zusammen mit Laura davon.

## Trivia
- Zum Drehzeitpunkt waren Laura Gemser und Gabriele Tinti miteinander verheiratet und Annie Belle und Al Cliver miteinander liiert.
- Im Vorspann des Films wird Laura Gemser auch mit „Black Emanuelle“ betitelt, wobei die Figur Laura nichts mehr mit der charakterstarken Reporterin der Originalserie Black Emanuelle zu tun hat.
- Im Englischen wurden die Rollennamen umsynchronisiert. So heißt die Figur Emanuelle (Laura Gemser) in der englischen Fassung Laura, Laure (Annie Belle) wird Pia genannt, und Antonio wurde als Horatio synchronisiert. Nieves Navarro trägt auch den Künstlernamen Susan Scott.[1][2]